# Я любил вас больше жизни
«Я любил вас больше жизни» — советский фильм 1986 года режиссёра Расима Исмайлова, снятый на киностудии «Азербайджанфильм».

## Сюжет
Фильм повествует о жизненном и боевом пути дважды Героя Советского Союза, генерал-майора Ази Асланова, геройски погибшего в боях под Елгавой. Время действия фильма происходит в период Великой Отечественной войны.

## В ролях
- Рамиз Новрузов — Ази Асланов
  - Яшар Джавадов — Ази в детстве
- Гюльнара Ибрагимова — супруга Асланова
- Рза Худиев — брат Асланова
- Шахмар Алекперов — генерал Мехмандаров
- Виктор Тарасов  — замполит
- Александр Денисов — начальник штаба
- Бадри Какабадзе — Схиртладзе
- Виктор Ильичёв — Самулекин
- Александр Кашперов — майор Савин
- Игорь Неупокоев — Васёк
- Михаил Петров — Петрович
- Александр Поляков — Охриненко
- Пётр Юрченков-старший — немецкий офицер, танкист
- Ростислав Шмырёв — командующий фронтом
- Александр Беспалый — Малечук, солдат